# Nam vương Toàn cầu 2016
Nam vương Toàn cầu 2016 là cuộc thi Nam vương Toàn cầu lần thứ ba được tổ chức tại Chiang Mai, Thái Lan vào ngày 6 tháng 5 năm 2016. Tomáš Martinka đến từ Séc đăng quang ngôi vị Mister Global.

## Kết quả
| Thứ hạng                   | Thứ hạng | Thứ hạng | Thứ hạng |
| Hạng                       | Thí sinh |          |          |
| -------------------------- | --- | -------- | -------- |
| Mister Global 2016         | - Séc - Tomáš Martinka |          |          |
| Á vương 1                  | - Thái Lan - Thawatchai Jaikhan § |          |          |
| Á vương 2                  | - Tây Ban Nha - Chema Malavia |          |          |
| Á vương 3                  | - Brasil - Giba Pignatti |          |          |
| Á vương 4                  | - Singapore - Noel Ng |          |          |
| Top 10                     | - Hàn Quốc - Kim Gi-jong - Malaysia - Asyraf Nordin - Myanmar - Linn Maung - Nepal - Dikpal Karki - Philippines - Mark Louie Bornilla §                               |          |          |
| Top 16                     | - Ấn Độ - Prateek Baid - Guam - Jaren Guerrero - Hoa Kỳ - Leaon Gordon - Nhật Bản - Yusuke Fujita - Perú - Ronald Freddy Mayorga Peixoto - Puerto Rico - Dexter Colón |          |          |
| Giải thưởng đặc biệt       | |          |          |
| Giải thưởng                | Thí sinh |          |          |
| Mister Congeniality        | - Guam - Jaren Guerrero |          |          |
| Mister Photogenic          | - Tây Ban Nha - Chema Malavia |          |          |
| Best National Costume      | - Sri Lanka - Isuru Nagoda |          |          |
| Mister Physique            | - Thổ Nhĩ Kỳ - Umut Mirza |          |          |
| Best Talent                | - Malaysia - Asyraf Nordin |          |          |
| Best Model                 | - Ấn Độ - Prateek Baid |          |          |
| Mister Charming Smile      | - Singapore - Noel Ng |          |          |
| Mister Internet Popularity | - Philippines - Mark Louie Bornilla § |          |          |
| People Choice              | - Thái Lan - Thawatchai Jaikhan § |          |          |

§ : Thái Lan giành giải "People's Choice" và Philippines giành giải "Internet Popularity", tự động lọt vào top 16.

## Các thí sinh
30 thí sinh dự thi.
| Quốc gia/Vùng lãnh thổ | Thí sinh                       |
| ---------------------- | ------------------------------ |
| Azerbaijan             | Rovshan Masimov                |
| Ấn Độ                  | Prateek Baid                   |
| Brasil                 | Giba Pignatti                  |
| Canada                 | Jin Stewart                    |
| Cộng hòa Dominica      | Cesar Baurod                   |
| Ecuador                | Wiler Jair Choez Loor          |
| Guam                   | Jaren Guerrero                 |
| Hà Lan                 | Qusay Alobaidi                 |
| Hàn Quốc               | Gi Jung Kim                    |
| Hoa Kỳ                 | Leaon Gordon                   |
| Indonesia              | Rezaldo Ariya Naufal           |
| Liban                  | Mario Sfeir                    |
| Malaysia               | Asyraf Nordin                  |
| Myanmar                | Linn Maung                     |
| Nepal                  | Dikpal Karki                   |
| Nhật Bản               | Yusuke Fujita                  |
| Panama                 | Jesus Linares                  |
| Paraguay               | Deigo Enrique Alvarez Gonzalez |
| Perú                   | Ronald Freddy Mayorga Peixoto  |
| Pháp                   | Jordane Reiser                 |
| Philippines            | Mark Louie Bornilla            |
| Puerto Rico            | Dexter Colon                   |
| Séc                    | Tomáš Martinka                 |
| Singapore              | Noel Ng                        |
| Sri Lanka              | Isuru Nagoda                   |
| Tây Ban Nha            | Chema Malavia                  |
| Thái Lan               | Thawatchai Jaikhan             |
| Thổ Nhĩ Kỳ             | Umut Mirza                     |
| Trung Quốc             | Letian Zhao                    |
| Việt Nam               | Nguyễn Phúc Vĩnh Cường         |